# Идрисово (Кигинский район)
Идрисово (баш. Иҙрис) — деревня в Кигинском районе Республики Башкортостан Российской Федерации. Входит в состав Арслановского сельсовета.

## Название
В «Списке населённых мест Российской империи по сведениям 1859—1873 годов» упоминается как деревня Идрисова (Равилева). Справочник «Волости и важнейшие селения Европейской России 1886 года» приводит двойное название Идрисовская (Равилева).

## География
Находится на берегу реки Киги, вблизи впадения её притока реки Обуховка.
Осевая улица — Мингажева, в честь знатного земляка.

### Географическое положение
Расстояние до:
- районного центра (Верхние Киги): 18 км,
- центра сельсовета (Арсланово): 8 км,
- ближайшей ж/д станции (Сулея): 31 км.

## История
К 1906 году деревня Идрисова входила в состав 2-й Айлинской волости
Входил в Тугузлинский сельсовет до его упразднения в 2008 году. После упразднения входит в Арслановский сельсовет.

## Население
| 1865 | 1906 | 1920 | 1939 | 1959 | 1970 | 1979 |
| ---- | ---- | ---- | ---- | ---- | ---- | ---- |
| 185  | ↗290 | ↗483 | ↘363 | ↗374 | ↗381 | ↘281 |
| 1989 | 2002 | 2009 | 2010 |      |      |      |
| ↘263 | ↘205 | ↗220 | ↘197 |      |      |      |

### Национальный и гендерный состав
К 1906 году в 46 дворах проживали 290 человек, из них 132	мужчины, 158 женщин.
Согласно переписи 2002 года, преобладающая национальность — башкиры (97 %).

## Известные уроженцы
- Мингажев, Гималетдин Мингажевич (21 мая 1889 — 19 сентября 1955) — актёр, драматург, теоретик театра, Народный артист БАССР (1935), Заслуженный артист РСФСР (1944), Народный артист РСФСР (1949)[11][12].

## Инфраструктура
Личное подсобное хозяйство с зоной сельскохозяйственного использования, индивидуальная застройка усадебного типа.
Основа экономики — сельское хозяйство.
ФАП. Школа

## Транспорт
Автобусное сообщение с райцентром. Остановка общественного транспорта «Идрисово».